# WinEdt
WinEdt — це shareware-редактор для файлів ASCII та оболонка для Microsoft Windows. Основна сфера використання програми — це створення TeX — і LaTeX-документів; також широко використовується для редагування документів HTML та інших текстових файлів. Програма спочатку налаштована, щоб послужити зручним візуальним редактором для великого числа TeX-систем, включаючи MiKTeX, TeX Live та інших. Схеми підсвічування синтаксису, написані автором програми, Олександром Сімоніком (Aleksander Simonic), з чистого аркуша, можуть бути налаштовані для різних режимів (HTML, ΤΕΧ та інші), а багатомовна перевірка орфографії підтримує безліч мов, словники для яких доступні для завантаження на сторінці спільноти WinEdt. Редактор підтримує всі кроки процесу обробки DVI — і PDF-файлів.